# Trescore Balneario
Trescore Balneario (Trescùr Balneàre en bergamasque) est une commune italienne de la province de Bergame, dans la région Lombardie.

## Géographie

### Territoire
Située à environ 15km à l'est de Bergame, la ville a toujours été le principal centre du Val Cavallina et, au fil des siècles, en devint la capitale administrative. Nommé dans un document de 996 sous le nom Trescurium. Dans d'autres documents et cartes, près de l'endroit où la ville actuelle existait, il y avait un endroit appelé "Leuceris". Pour cette raison, on ne sait pas l'origine exacte du nom et le nom exact du village qui se trouvait autrefois au même emplacement à l'antiquité.
Traditionnellement, elle est divisée en quartiers: La Place (Piazza), la Tour (Torre), la Route (Strada), la Rivière (Riva), la Meule (Macina), les Fours (Fornaci), Canton-Vallesse, Minardi, Redona (l'unique fraction municipale) et Muratello.
Elle est actuellement un grand centre commercial, artistique et thermale. En effet sa réputation est due aux établissements thermaux, connus par les Romains pour leurs traitements thérapeutiques efficaces, ils ont été renforcés par Bartolomeo Colleoni et ont subi de nombreuses rénovations.

## Culture et patrimoine
- Chapelle Suardi ou Oratoire Suardi, dédiée à sainte Barbe et à sainte Brigitte, construite par une famille noble de Bergame, les Suardi ; la chapelle a été décorée en 1524 de fresques à sujet religieux par Lorenzo Lotto.

## Administration
| Période                                  | Période | Identité | Étiquette | Qualité |
| ---------------------------------------- | ------- | -------- | --------- | ------- |
|                                          |         |          |           |         |
| Les données manquantes sont à compléter. |         |          |           |         |

### Hameaux
Piazza, Torre, Strada, Macina, Fornaci, Canton-Vallesse, Riva

### Communes limitrophes
Albino, Carobbio degli Angeli, Cenate Sopra, Cenate Sotto, Credaro, Entratico, Gandosso, Gorlago, Luzzana, San Paolo d'Argon, Zandobbio

## Personnalités liées
- Clarangela Ghilardi (1931-1995), née à Trescore Balneario, religieuse missionnaire et infirmière, reconnue vénérable par le pape François.